# 12-Stunden-Rennen von Sebring 1956

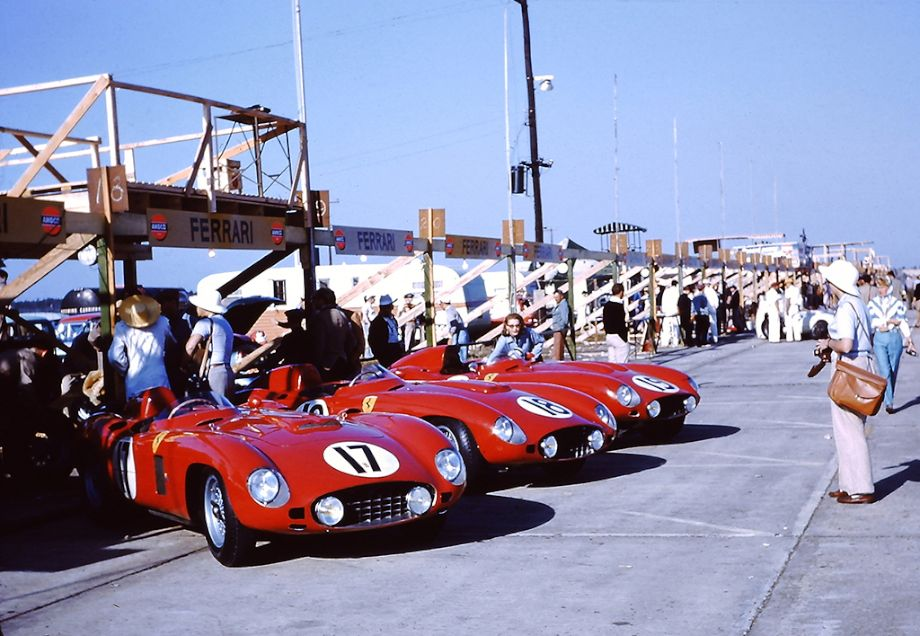
Die drei Werks-Ferrari vor dem Start

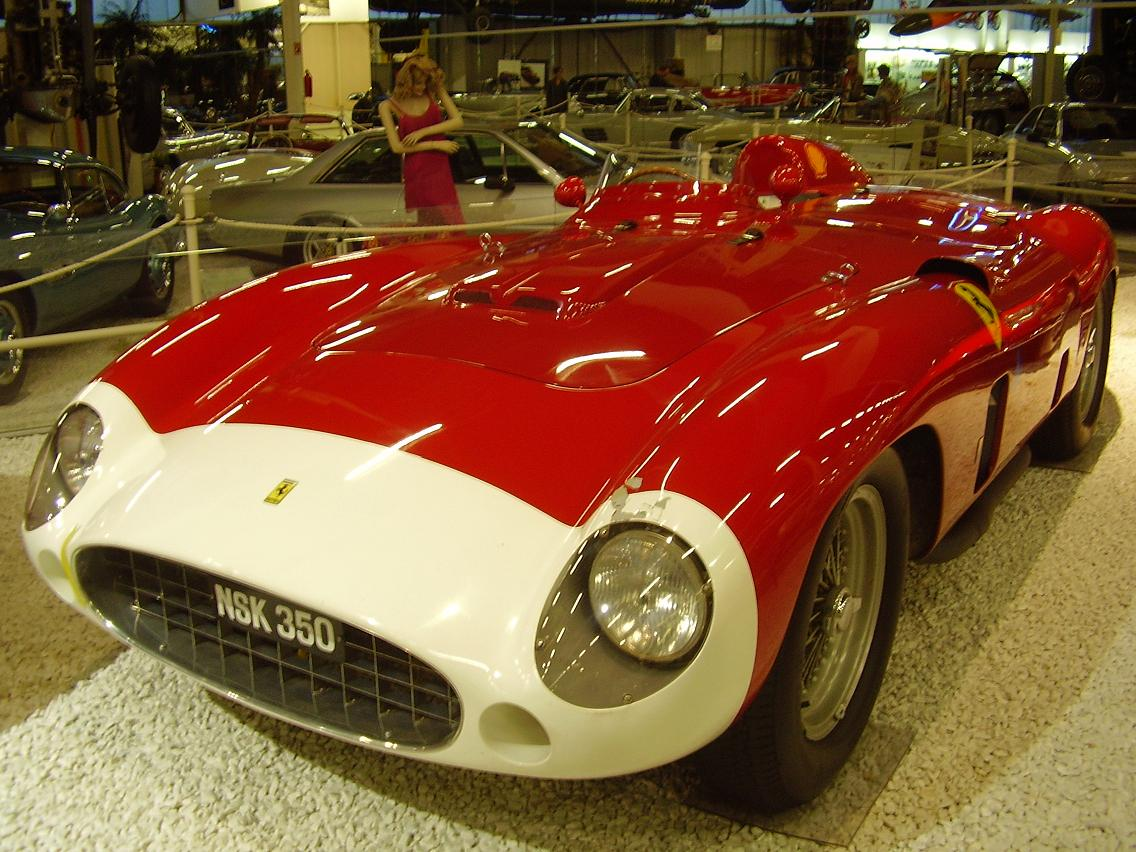
Ferrari 860 Monza, Einsatzwagen von Luigi Musso und Harry Schell

Das fünfte  12-Stunden-Rennen von Sebring, auch 12 h Sebring Florida International Grand Prix of Endurance powered by Amoco, Sebring, fand am 24. März 1956 auf dem Sebring International Raceway statt und war der zweite Wertungslauf der Sportwagen-Weltmeisterschaft dieses Jahres.

## Das Rennen

### Vor dem Rennen
Nach vier Veranstaltungen – das erste Rennen wurde 1952 ausgetragen – hatte sich das 12-Stunden-Rennen von Sebring zum wichtigsten Sportwagenrennen in den USA entwickelt. Die Zuschauerzahlen stiegen kontinuierlich und erreichten 1956 die 30.000-Besucher-Grenze. Für die US-amerikanischen Sportjournalisten war das Rennen das zweitwichtigste Einzelrennen neben dem 500-Meilen-Rennen von Indianapolis. Die Wichtigkeit des Rennens war auch der Meldeliste zu entnehmen. Werksteams aus Italien, Großbritannien, Frankreich, Deutschland und den USA, kamen nach Florida. Bei Ferrari fuhren Juan Manuel Fangio, Eugenio Castellotti, Luigi Musso und Harry Schell die Werks-860 Monza. Maserati meldete zwei 300S, die von Jean Behra, Piero Taruffi, Cesare Perdisa und Carlos Menditéguy gefahren wurden.
Jaguar meldete die D-Types unter der Firmenvertretung in New York, wobei der Wagen von Mike Hawthorn und Desmond Titterington mit einer Benzineinspritzung ausgestattet waren. Porsche trat mit dem 550 Spyder in der Klasse der Sportwagen bis 1,5-Liter-Hubraum an.
Von großem Interesse war das erstmalige Antreten von Chevrolet bei einem großen Sportwagenrennen. Die Corvettes waren Cabriolets, die mit großer Unterstützung aus Detroit von Raceway Enterprises eingesetzt wurden.

### Der Rennverlauf
Nur bis zur ersten Kurve dauerte die Führung von John Fitch in der Corvette, dann begann der Zweikampf zwischen Ferrari und Jaguar. Nach 3 Rennstunden waren schon 17 Fahrzeuge ausgefallen, darunter der Aston Martin von Stirling Moss und Peter Collins und der Werks-Jaguar von Ivor Bueb und Duncan Hamilton. Ab der Hälfte des Rennens konnte Mike Hawthorn dem Tempo der Werks-Ferrari nicht mehr folgen und fiel nach 162 gefahrenen Runden mit Bremsversagen aus. Am Ende feierte die Scuderia mit einem Doppelsieg den ersten Gesamterfolg in Sebring.

## Ergebnisse

### Schlussklassement
| 1               | S 5.0 | 17 | Scuderia Ferrari            | Juan Manuel Fangio Eugenio Castellotti                | Ferrari 860 Monza          | 194 |
| 2               | S 5.0 | 18 | Scuderia Ferrari            | Luigi Musso Harry Schell                              | Ferrari 860 Monza          | 193 |
| 3               | S 5.0 | 14 | Jack Ensley                 | Jack Ensley Bob Sweikert                              | Jaguar D-Type              | 188 |
| 4               | S 3.0 | 27 | David Brown & Sons Ltd.     | Roy Salvadori Carroll Shelby                          | Aston Martin DB3S          | 187 |
| 5               | S 3.0 | 24 | Offince Alfieri Maserati    | Jean Behra Piero Taruffi Cesare Perdisa               | Maserati 300S              | 186 |
| 6               | S 1.5 | 41 | Porsche KG                  | Hans Herrmann Wolfgang von Trips                      | Porsche 550 Spyder         | 182 |
| 7               | S 1.5 | 43 | John Edgar Enterprises      | Jack McAfee Pete Lovely                               | Porsche 550 Spyder         | 179 |
| 8               | S 5.0 | 16 | Alfonso Gómez-Mena          | Alfonso Gómez-Mena Santiago Gonzales                  | Jaguar D-Type              | 176 |
| 9               | S 8.0 | 1  | Raceway Enterprises         | John Fitch Walt Hansgen                               | Chevrolet Corvette Spezial | 176 |
| 10              | S 2.0 | 33 | Porfirio Rubirosa           | Porfirio Rubirosa James Pauley                        | Ferrari 500 Mondial        | 172 |
| 11              | S 3.0 | 31 | Ship & Share Motors         | Phil Stiles George Huntoon                            | Austin Healey 100S         | 168 |
| 12              | S 5.0 | 11 | Briggs Cunningham           | Briggs Cunningham John Gordon Bennett                 | Jaguar D-Type              | 168 |
| 13              | S 2.0 | 39 | S. H. Arnolt Co.            | Bob Ballinger Phil Stewart                            | Arnolt Bolide              | 158 |
| 14              | S 1.5 | 66 | Porsche KG                  | Mike Marshall Jan Brundage Fritz Huschke von Hanstein | Porsche 550                | 158 |
| 15              | S 5.0 | 6  | Raceway Enterprises         | Max Goldman Raymond Crawford                          | Chevrolet Corvette         | 157 |
| 16              | S 750 | 58 | Ecurie Jeudy Bonnet         | Paul Armagnac Guillaume Mercader                      | DB HBR5                    | 155 |
| 17              | S 2.0 | 40 | S. H. Arnolt Co.            | J. E. Peterson Ted Boyton                             | Arnolt Bolide Bristol      | 154 |
| 18              | S 2.0 | 37 | Joseph Hab Dressel          | Joseph Hab Dressel William Woodbury                   | AC Ace                     | 154 |
| 19              | S 1.5 | 50 | Hambro Automotive Co.       | William Kinchloe Stephen Spitler                      | MGA                        | 154 |
| 20              | S 1.5 | 49 | Hambro Automotive Co.       | David Ash Gus Ehrman John van Driel                   | MGA                        | 151 |
| 21              | S 1.1 | 55 | Cooper Car Company          | Leech Cracraft Red Byron                              | Cooper T39                 | 147 |
| 22              | S 1.5 | 51 | Hambro Automotive Co.       | Fred Allen Sid Blackman                               | MGA                        | 139 |
| 23              | S 5.0 | 3  | Carl Beuhler III            | Don Davis Robert Gatz                                 | Chevrolet Corvette         | 136 |
| 24              | S 1.1 | 54 | John Wyllie                 | John Wyllie Margaret Wyllie                           | Lotus Mk9                  | 99  |
| Disqualifiziert |       |    |                             |                                                       |                            |     |
| 25              | S 1.1 | 53 | Joe Sheppard                | Warren Smith Joe Sheppard                             | Lotus Mk9                  | 60  |
| Ausgefallen     |       |    |                             |                                                       |                            |     |
| 26              | S 3.0 | 28 | David Brown & Sons Ltd.     | Reg Parnell Tony Brooks                               | Aston Martin DB3S          | 169 |
| 27              | S 5.0 | 8  | Jaguar New York Inc.        | Mike Hawthorn Desmond Titterington                    | Jaguar D-Type              | 162 |
| 28              | S 5.0 | 19 | Scuderia Ferrari            | Alfonso de Portago Jim Kimberly                       | Ferrari 857S               | 137 |
| 29              | S 2.0 | 67 | John Ryan                   | Jack Ryan                                             | Arnolt Bolide              | 133 |
| 30              | S 3.0 | 22 | Chester Flynn               | Chester Flynn George Reed                             | Mercedes-Benz 300 SL       | 127 |
| 31              | S 5.0 | 10 | Jaguar New York Inc.        | Bill Spear Sherwood Johnston                          | Jaguar D-Type              | 126 |
| 32              | S 5.0 | 12 | Jake Kaplan                 | Jake Kaplan Russ Boss                                 | Jaguar D-Type              | 120 |
| 33              | S 1.1 | 56 | Cooper Car Company          | Ed Hugus John Bentley                                 | Cooper T39                 | 117 |
| 34              | S 3.0 | 29 | Donald Healey Motor Company | Lance Macklin Archie Scott-Brown                      | Austin-Healey 100S         | 110 |
| 35              | S 1.5 | 42 | Porsche KG                  | Ed Crawford Herbert Linge Fritz Huschke von Hanstein  | Porsche 550                | 108 |
| 36              | S 3.0 | 30 | Donald Healey Motor Company | Ray Jackson-Morre Elliot Forbes-Robinson senior       | Austin-Healey 100S         | 90  |
| 37              | S 2.0 | 35 | Morgan Motors               | Mike Rothschild George Hunt                           | Morgan Plus 4              | 87  |
| 38              | S 3.0 | 32 | William Grennspun           | William Grennspun Bruce Kessler                       | Ferrari 250MM              | 82  |
| 39              | S 1.5 | 47 | Allen Guiberson             | Robert Burns Norman Scott                             | Maserati 150S              | 77  |
| 40              | S 2.0 | 38 | S. H. Arnolt Co.            | S. H. Arnolt Bob Goldich                              | Arnolt Bolide              | 77  |
| 41              | S 5.0 | 15 | Albert R. Browne            | Lou Brero Sam Weiss                                   | Jaguar D-Type              | 68  |
| 42              | S 5.0 | 9  | Jaguar New York Inc.        | Duncan Hamilton Ivor Bueb                             | Jaguar D-Type              | 63  |
| 43              | S 5.0 | 20 | George Tilp                 | Phil Hill Masten Gregory                              | Ferrari 857S               | 61  |
| 44              | S 3.0 | 26 | David Brown & Sons Ltd.     | Stirling Moss Peter Collins                           | Aston Martin DB3S          | 51  |
| 45              | S 1.1 | 63 | Ralph Miller                | Ralp Miller Hal Fenner                                | Lotus Mk.9                 | 49  |
| 46              | S 5.0 | 2  | Howard Hively               | Troy Ruttman Howard Hively                            | Ferrari 375 Plus           | 48  |
| 47              | S 3.0 | 25 | Officine Alfieri Maserati   | Cesare Perdisa Carlos Menditéguy                      | Maserati 300S              | 39  |
| 48              | S 5.0 | 62 | Loyal Katskee               | Loyal Katskee Roger Wing                              | Jaguar D-Type              | 39  |
| 49              | S 3.0 | 64 | William Brewster            | William Brewster Bill Rutan                           | Austin-Healey 100S         | 39  |
| 50              | S 750 | 59 | Brooks Stevens              | Gérard Laureau Hal Ullrich                            | DB HBR                     | 36  |
| 51              | S 1.1 | 52 | Robert Brown                | Curtis Attaway Ralph Parkinson                        | Cooper T39                 | 26  |
| 52              | S 750 | 60 | Harry Kite                  | Harry Kite François Courzet                           | DB HBR                     | 25  |
| 53              | S 5.0 | 7  | Ernie Erickson              | Ernie Erickson Charles Hassan                         | Chevrolet Corvette         | 22  |
| 54              | S 1.5 | 48 | Alejandro de Tomaso         | Alejandro de Tomaso Isabelle Haskell                  | Maserati 150S              | 15  |
| 55              | S 1.5 | 46 | William E. Lloyd            | Bill Lloyd Karl Brocken                               | Maserati 150S              | 13  |
| 56              | S 1.1 | 57 | Touring Club of Venezuela   | Mauricio Marcotulli Ed Munoz                          | Osca MT4 1100              | 11  |
| 57              | S 750 | 61 | Ecurie Lafayette            | Jean Lucas John Norwood                               | DB HBR                     | 8   |
| 58              | S 2.0 | 35 | Touring Club of Venezuela   | Julio Pola Enrique Muro                               | Ferrari 500TR              | 8   |
| 59              | S 5.0 | 6  | Raceway Enterprises         | Dale Duncan Allen Eager                               | Chevrolet Corvette         | 3   |
| Nicht gestartet |       |    |                             |                                                       |                            |     |
| 60              | S 5.0 |    | Lilian Sands                | Fred Dagavar Al Garz                                  | Jaguar XK 140              | 1   |
| 61              | S 5.0 | 3  | Jim Kimberly                | Jim Kimberly Ed Lunken                                | Ferrari 121LM              | 2   |
| 62              | S 3.0 | 21 | George Tilp                 | Dick Thompson Paul O’Shea                             | Mercedes-Benz 300 SL       | 3   |
| 63              | S 3.0 | 23 | Jack Pry                    | Charles Wallace Duncan Black                          | Mercedes-Benz 300 SL       | 4   |
| 64              | S 2.0 | 36 | Morgan Motors               | John Weitz Manuel Bos                                 | Morgan Plus 4              | 5   |
| 65              | S 1.5 | 44 | Automobili Osca S.p.a.      | Rees Makins Frank Bott                                | Osca MT4                   | 6   |
| 66              | S 1.5 | 45 | Lotus Engineering Co.       | Colin Chapman Len Bastrup                             | Lotus Eleven               | 7   |
| 67              | S 5.0 | T  | Briggs Cunningham           | Briggs Cunningham Mike Hawthorn                       | Cunningham C6-R            | 8   |
| 68              | S 3.0 | T  | George Tilp                 | Paul O’Shea                                           | Mercedes-Benz 300 SL       | 9   |
| 69              | S 3.0 | T  | George Tilp                 | Dick Thompson                                         | Mercedes-Benz 300 SL       | 10  |

1 nicht gestartet
2 Schaden an der Kraftübertragung
3 Ölleck
4 Motorschaden
5 Unfall im Training
6 zurückgezogen
7 Unfall im Training
8 Motorschaden
9 Ölleck
10 Trainingswagen

### Nur in der Meldeliste
Hier finden sich Teams, Fahrer und Fahrzeuge, die ursprünglich für das Rennen gemeldet waren, aber aus den unterschiedlichsten Gründen daran nicht teilnahmen.
| Pos. | Klasse | Nr. | Team                      | Fahrer                                                              | Chassis              |
| ---- | ------ | --- | ------------------------- | ------------------------------------------------------------------- | -------------------- |
| 70   | S 5.0  |     | Officine Alfieri Maserati | Jean Behra Antonio Petruzzi                                         | Maserati 300S        |
| 71   | S 3.0  |     | Luigi Chinetti            | Gleb Derujinsky Tony Palmer-Morewood                                | Ferrari              |
| 72   | S 8.0  | 1   | Raymond Crawford          | Raymond Crawford                                                    | Kurtis 500K          |
| 73   | S 2.0  | 32  | Luigi Chinetti            | Gleb Derujinsky Tony Palmer-Morewood William Helburn Luigi Chinetti | Ferrari 500TR        |
| 74   | S 1.5  | 52  | Chas Nebel                | Umberto Maglioli Consalvo Sanesi                                    | Alfa Romeo Giulietta |

### Klassensieger
| Klasse                  | Fahrer             | Fahrer              | Fahrzeug                   | Platzierung im Gesamtklassement |
| ----------------------- | ------------------ | ------------------- | -------------------------- | ------------------------------- |
| Sportwagen bis 8000 cm³ | John Fitch         | Walt Hansgen        | Chevrolet Corvette Spezial | Rang 9                          |
| Sportwagen bis 5000 cm³ | Juan Manuel Fangio | Eugenio Castellotti | Ferrari 860 Monza          | Gesamtsieg                      |
| Sportwagen bis 3000 cm³ | Roy Salvadori      | Carroll Shelby      | Aston Martin DB3S          | Rang 4                          |
| Sportwagen bis 2000 cm³ | Porfirio Rubirosa  | Jim Pauley          | Ferrari 500 Mondial        | Rang 10                         |
| Sportwagen bis 1500 cm³ | Hans Herrmann      | Wolfgang von Trips  | Porsche 550 Spyder         | Rang 6                          |
| Sportwagen bis 1100 cm³ | Leech Cracraft     | Red Byron           | Cooper T39                 | Rang 21                         |
| Sportwagen bis 750 cm³  | Paul Armagnac      | Guillaume Mercader  | DB HBR5                    | Rang 16                         |

### Renndaten
- Gemeldet: 74
- Gestartet: 59
- Gewertet: 24
- Rennklassen: 7
- Zuschauer: 30000
- Wetter am Renntag: warm und trocken
- Streckenlänge: 8,369 km
- Fahrzeit des Siegerteams: 12:00:31,198 Stunden
- Gesamtrunden des Siegerteams: 198
- Gesamtdistanz des Siegerteams: 1623,506 km
- Siegerschnitt: 135,195 km/h
- Pole-Position: unbekannt
- Schnellste Rennrunde: Mike Hawthorn – Jaguar D-Type (#8) - 3:29,700 = 143,666 km/h
- Rennserie: 4. Lauf zur Sportwagen-Weltmeisterschaft 1956